# Тереспольский мост
Тереспольский мост — несохранившийся висячий мост через реку Западный Буг, связывавший Цитадель и Тереспольское укрепление Брестской крепости. Являлся самым большим в Российской империи мостом такой конструкции. Был разрушен в 1944 году во время отступления немецкой армии.

## История

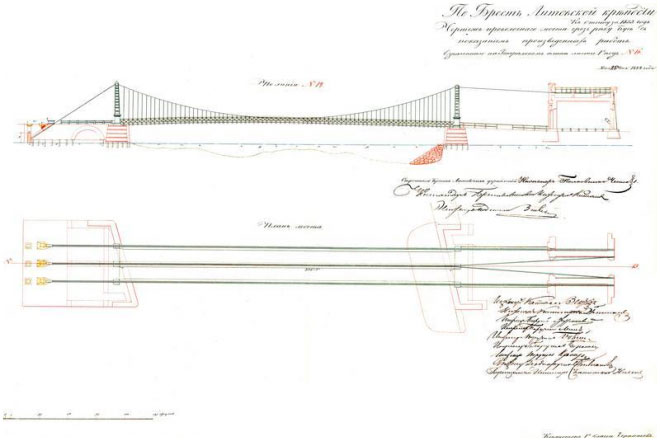
Проект Тереспольского моста и Тереспольских ворот, 1854

Согласно документации, сохранившейся в Российском государственном военно-историческом архиве, проект моста через Западный Буг был разработан группой русских военных инженеров в 1843—1848 годах в комплексе с Тереспольскими воротами, которые являлись неотъемлемой и неделимой частью моста: в них была устроена система натяжения и закрепления вантов моста. Проект был утверждён в 1854 году, а в 1860 сооружение уже эксплуатировалось. В книге мостостроителя Л. Ф. Ниоколаи утверждается, что мост был открыт в 1836 году; это был первый проволочный мост Российской империи, художественные достоинства которого неоднократно отмечались в записках путешественников того времени. До 1914 г. длина моста между крайними анкерами составляла 159 м, при длине руслового пролета 91,9 м, ширине около 9 м и отметке судоходного габарита в Балтийской системе высот 136,10 м.
В 1911—1915 гг. при модернизации крепостных объектов инженерным ведомством планировались полный снос проволочного моста и постройка на его месте бетонно-металлической конструкции. Однако реализации этой идеи помешало начало Первой мировой войны. В 1914 году русская армия была вынуждена отступать, при этом ими был демонтирован один ряд опорных пилонов и вантов, а также весь настил моста. В 1915 г. одну полосу моста восстановили немцы. Во время советско-польской войны 1919—1921 годов Тереспольский мост был сожжён. В 1930 г. на месте вантового моста польские сапёры построили мост на деревянных опорах с деревянными фермами, при этом уровень проездной части был поднят на несколько метров. Справа от моста была создана так называемая Сапёрная пристань.
Во время боевых действий Второй мировой войны в сентябре 1939 года и июне 1941 года мост не пострадал. В 1944 году во время отступления немецкой армии были подорваны все переправы через Западный Буг, в том числе и Тереспольский мост. В послевоенное время мост не восстанавливался, по обоим берегам сохранились лишь фрагменты его фундамента.

## Проект восстановления
23 марта 2011 года делегация Бреста во главе с председателем Брестского горисполкома А. Палышенковым провела консультации с польской стороной по вопросу строительства и дальнейшего функционирования международного туристического пешеходного перехода «Брест — Тересполь». Планировалось восстановление моста, от него путешественники смогли бы пройти (или проехать на велосипедах) около 1200 м по Пограничному острову до Обводного канала, по которому проходит граница с Польшей.
Для изучения культурного слоя и подземных сооружений Тереспольского моста и ворот в июне 2011 года и июле—августе 2013 года в зоне предполагаемого строительства были проведены археологические раскопки.
16 июля 2013 года компанией «Передовые строительные технологии» был представлен проект восстановления моста. 23 августа 2013 года было принято решение об использовании в качестве базы изображения моста 1941 года. Тогда длина моста составляла 92 м, а ширина — 9 м. Восстановление моста также предполагает реконструкцию Тереспольских ворот и Сапёрной пристани.